# Jynx (genre)
Pour les articles homonymes, voir Jynx.
Sous-famille
Genre
Jynx (les torcols) est un genre d'oiseaux de la famille des Picidae. C'est le seul genre de la sous-famille des Jynginae (ou jynginés en français).

## Comportement
Contrairement aux autres picidés, les torcols ne creusent pas de cavités dans les arbres pour nicher mais utilisent des cavités naturelles. Ils vivent aussi dans des milieux moins forestiers.

## Liste des espèces
D'après la classification de référence (version 2.2, 2009) du Congrès ornithologique international (ordre phylogénique) :
- Jynx torquilla Linnaeus, 1758 — Torcol fourmilier
- Jynx ruficollis Wagler, 1830 — Torcol à gorge rousse